# Saint-Michel-les-Portes
Saint-Michel-les-Portes är en kommun i departementet Isère i regionen Auvergne-Rhône-Alpes i sydöstra Frankrike. Kommunen ligger i kantonen Clelles som tillhör arrondissementet Grenoble. År 2022 hade Saint-Michel-les-Portes 283 invånare.

## Befolkningsutveckling
Antalet invånare i kommunen Saint-Michel-les-Portes
Referens:INSEE